# Donisiellus decellei
Donisiellus decellei là một loài bọ cánh cứng trong họ Tenebrionidae. Loài này được H. J. Bremer miêu tả khoa học đầu tiên năm 1992.